# Les Flamingants
Les Flamingants, ou Les F… est une chanson écrite et interprétée par Jacques Brel sur une musique de João Donato. Parue en 1977,  elle est extraite de l'album Les Marquises. La chanson sort en 45 tours (la face B propose le titre Les Marquises).

## Histoire
La chanson Les Flamingants est originellement une composition du pianiste brésilien João Donato, intitulée O sapo (le crapaud). Le morceau fut écrit pour le pianiste brésilien Sérgio Mendes. Très populaire au sein du mouvement tropicaliste, Donato rentre au Brésil au début des années 1970 après son exil aux États-Unis. Les jeunes interprètes du mouvement tropicaliste reprennent ses compositions et ajoutent des paroles aux mélodies. Caetano Veloso reprend l'instrumental, en change le titre en A rã (la grenouille) et y ajoute des paroles évoquant les sauts de celle-ci et son parcours de fleur en fleur. João Donato  reprend également le morceau en adoptant le nouveau titre dans son album Quem è Quem de 1973.

## Contenu

### Un titre de colère
La version de Jacques Brel est très différente de la mouture de Caetano Veloso. Elle devient une charge politique violente contre les « flamingants », qui se termine par « Je persiste et signe, je m'appelle Jacques Brel ». Le titre sur la pochette du disque est Les F…, qui sous-entend la grossièreté du terme,.
Le chanteur utilise ce rythme joyeux pour le transformer en une attaque virulente, il désire marquer sa position sur un conflit communautaire.

### Répercussions
La chanson crée un vif émoi au nord du pays. La ministre de la culture flamande, Rika De Backer-Van Ocken, demande de ne pas la diffuser. Le 23 septembre 1977, le journal Le Monde titre : Le Mouvement populaire flamand excommunie Jacques Brel.

Quatre ans plus tard, le poète et chansonnier flamand Wannes Van de Velde répond à Brel sous la forme d'une chanson en français : De Flamingant ne me traitez, qui se termine par la supplique suivante :

« Fascistes y a partout

Aussi chez nous

Mais comme les gens adorent

Haïr ce qu'ils ignorent

Par ce refrain je t'implore :

De Flamingant

Ne me traitez

Je suis Flamand

Fils d'ouvrier. »